# Schronisko Króla
Schronisko Króla – nieistniejące schronisko turystyczne w Dolinie Goryczkowej w polskich Tatrach Zachodnich. Znajdowało się w dolnej części doliny na Niżniej Goryczkowej Równi, u północno-wschodnich podnóży Kondratowego Wierchu.
Przed II wojną światową na Dolinie Goryczkowej wypasano owce (Hala Goryczkowa) i na Niżniej Goryczkowej Równi stały szałasy i szopy. Potrzeby silnie już rozwiniętej turystyki tatrzańskiej i narciarstwa spowodowały, że w 1936 r. jeden z szałasów, będących własnością Króla, zamieniony został na prymitywne schronisko. Służyło głównie narciarzom, latem było zamknięte. 
Wieczorem 2 marca 1956 roku z Kondratowego Wierchu zeszła lawina ze Żlebu Marcinowskich. Zniszczyła ona Schronisko Króla oraz stojące w pobliżu większe Schronisko w Dolinie Goryczkowej. W tym drugim spowodowała śmierć mieszkających w nim małżonków Marcinowskich oraz przebywających w budynku 3 żołnierzy Wojsk Ochrony Pogranicza. 